# Sebastijan Valentan
Sebastijan Valentan slovenski rimskokatoliški duhovnik, pravnik, teolog, pesnik in prevajalec * 17. marec 1983, Maribor, Slovenija.

## Življenjepis
Po uspešno opravljenem študiju teologije in filozofije na Teološki fakulteti Univerze v Ljubljani - enoti Maribor, ga je v duhovnika 29. junija 2010 v mariborski stolnici posvetil tedanji mariborski nadškof metropolit Franc Kramberger. Novo mašo je obhajal v župnijski cerkvi sv. Jurija v Jurovskem Dolu.

## Nadaljnji študij
Od leta 2014 do 2020 je bil štipendist papeškega zavoda Pontificio Collegio Teutonico Santa Maria dell'Anima, v katerem je prebival. Leta 2016 je v Rimu z odliko opravil izobraževanje iz področja prenovljenega zakonskega kanonskega prava ter sodne prakse in prejel diplomo papeškega sodišča Rimske rote. Na Fakulteti za kanonsko pravo Papeške univerze Santa Croce je pod mentorstvom prof. dr. Hectorja Franceschija leta 2017 magistriral. 10. decembra 2020 je na isti univerzi doktoriral iz kanonskega prava z disertacijo La fede e diritti dei fedeli ai mezzi di comunicazione sociale in Slovenia – la legislazione e le sfide (»Vera in pravice vernikov v sredstvih družbenega obveščanja v Sloveniji – zakonodaja in izzivi«). Mentor njegovega doktorskega dela je bil prof. dr. Stefan Mückl.

## Kariera
Sebastijan Valentan je sodnik pri Metropolitanskem cerkvenem sodišču v Mariboru (od leta 2021 tudi podpredsednik omenjenega sodišča) in sodelavec Inštituta za kanonskopravne vede pri Katedri za cerkveno pravo na Teološki fakulteti Univerze v Ljubljani. Bil je član in tajnik Ekspertne skupine za zaščito mladoletnih in ranljivih odraslih pri Slovenski škofovski konferenci. Je odvetnik in zastopnik v cerkvenih kazenskih postopkih.
Ministrstvo za kulturo Republike Slovenije ga je leta 2020 za mandatno obdobje do 31. decembra 2022 imenovalo za strokovnjaka Republike Slovenije v delovni Skupini odprte metode koordinacije za večjezičnost in prevajanje (OMC) pri Evropski komisiji. 
Je redni član naslednjih društev: Canon Law Society of Great Britain and Ireland, Canadian Canon Law Society in Hrvatsko kanonističko društvo (v njem je tudi član Odbora za mednarodno sodelovanje). V prvem sklicu Sveta Varuha človekovih pravic Republike Slovenije (2018–2019) je bil njegov član. Vlada Republike Slovenije ga je 19. maja 2021 imenovala za člana Sveta Vlade Republike Slovenije za odprta vprašanja s Katoliško cerkvijo.
Kot gostujoči asistent na Stalnem predstavništvu Svetega sedeža pri Uradu Združenih narodov in drugih mednarodnih organizacijah v Ženevi in kot član delegacije tega predstavništva je med drugim sodeloval na zasedanjih, delovnih skupinah in neformalnih srečanjih Urada visokega komisarja ZN za človekove pravice in Ekonomsko-socialnega sveta ZN (Ekonomske komisije za Evropo). 
Poleg pravnega dela opravlja funkcije in naloge župnijskega upravitelja župnije Malečnik.

### Znanstvenoraziskovalno delo
Pri svojem znanstvenoraziskovalnem delu se posveča preučevanju pravnih odnosov med državo in Cerkvijo ter drugimi verskimi skupnostmi, varstva človekovih pravic in znotraj njih še posebej verske svobode ter kanonskega prava.
Njegovi znanstveni in strokovni članki so objavljeni v več jezikih v različnih domačih in tujih pravnih in teoloških revijah. Prevedel je več knjig, redno pa prevaja mednarodne pravne dokumente. S svojimi prispevki gostuje na tematskih srečanjih, strokovnih posvetih, okroglih mizah, konferencah in simpozijih, tako doma kot v tujini. Bil je reden govornik na Vseslovenskem srečanju Slovencev iz zamejstva in sveta v Državnem zboru Republike Slovenije.

### Avtorska dela in objave
- Dojemanje pravice do svobode veroizpovedi v sodobni evropski družbi in državno religijsko pravo v Sloveniji (The perception of the right to freedom of belief in a modern European society and state religious law in Slovenia), Edinost in dialog: revija za ekumensko teologijo in medreligijski dialog, letn. 74, št. 1, 2019
- Ustavnopravna povezanost med državo in Cerkvijo, Pravnik: revija za pravno teorijo in prakso, letn. 74, št. 1/2, 2019
- Freedom of Religion in International Law, The Canonist: Journal of the Canon Law Society of Australia and New Zeland, volume 10, št. 1, 2019
- Ob 70. obletnici razglasitve Splošne deklaracije OZN o človekovih pravicah: vera v javnosti kot temeljna človekova pravica (COBISS)
- Osnovne šole in Ustavno sodišče čakajo že četrto leto (COBISS)
- Religijsko javno pravo (COBISS)
- L'infedeltà come capo di nullità matrimoniale (COBISS) (italijansko)

### Nazivi
- univerzitetni diplomirani teolog (2010)
- magister kanonskopravnih znanosti (2017)
- doktor kanonskega prava  (2020)